# الجمامة

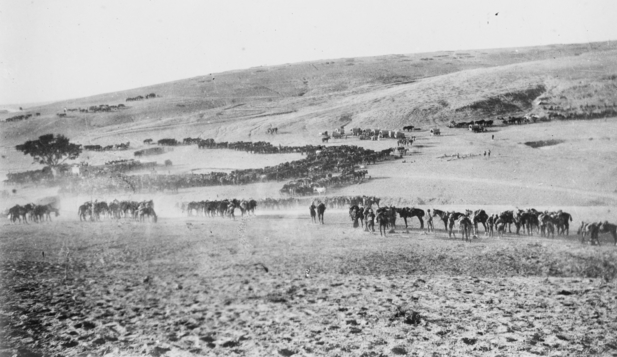
الطابور في الجمامه للحصول على الماء، بعد أن ذهبت الخيول لمدة 69 ساعة بدون ماء. توجد خيول الإسعاف في الجزء الخلفي من الطابور، وكانت قد انتظرت من الساعة 8.30 صباحا، وتم سقيها أخيرا في الساعة 5.30 مساء

الجمامة كانت قرية فلسطينية تقع غرب مدينة بئر السبع، وتبعد عنها 30 كم، وترتفع 150م عن سطح البحر، وتبلغ مساحة أراضيها 4593 دونما، وتحيط بها اراضي قرى بيت عفا والسوافير وجولس. وقدر عدد سكانها عام 1922 (319) نسمة، وفي عام 1945 (540) نسمة. وهي موقع أثري تحتوي على خربة عجاس، وفيها موقع أبو جويعد وهو موقع بيزنطي. قامت المنظمات الصهيونية المسلحة بهدم القرية وتشريد اهلها البالغ عددهم عام 1948 (626) نسمة؛ وكان ذلك في 8/ 9/ 1948 ويبلغ مجموع اللاجئين من هذه القرية في عام 1998 حوالي 3992 نسمة. مستعمرة " مركز شفيرا  [الإنجليزية]" التي أقيمت عام 1948 ليست على أراضي القرية ولكنها تزرع بعض أراضيها.

## طرق وتضاريس القرية
تتصل بطريق غزة – بئر السبع بدروب ممهدة تمر بالكوفخة والمحرقة. كما تصلها دروب بالفالوجة في الشمال، وبرير في الشمال الغربي. وقعت القرية على ضفة وادي المدبع الذي يرفد وادي أبو رشيد الذي ينتهي في أودية ترفد وادي الحسي.

## سكان القرية
تعتبر الجمامة الموطن الاصلي لعشيرة العطاونة-النتوش من قبيلة التياها الذين نُكل بهم واجبروا بقوة السلاح على الهجرة حيث أحتلت عصابات الجيش الإسرائيلي بلدتهم من جراء هجوم عسكري في 22 أيار/ مايو 1948؛ وذلك استناداً إلى المؤرخ الإسرائيلي بني موريس. وهذا يعني أن لواء هنيغف [الإنجليزية] (النقب) الإسرائيلي هو الذي احتل القرية، بعد تقدمه شمالاً في سياق عملية باراك (أنظر البطاني الغربي، قضاء غزة)، بالتنسيق مع لواء غيفعاتي [M:xviii; see M: 128].
تشتت عشيرة العطاونة... حيث من نجى من التطهير العرقي وبقي في فلسطين تم ترحيلهم إلى قرية حورة في النقب الفلسطيني «المحتل عام 48» في ظروف صعبة...اما معظم العشيرة فقد هُجروا في الشتات كلاجئين حيث يقيم معظمهم في الأردن.
كانت القرية تقوم على رقعة متموجة من الأرض تقع في القسم الشمالي من صحراء النقب، على طرف وادي المدبّع. وكانت طريق فرعية تربطها بقرية بُرير (قضاء غزة)، إلى الشمال الغربي، وتفضي بدورها إلى طريق عام يؤدي إلى غزة، ويمتد في موازاة الطريق العام الساحلي. ونظراً إلى شبكة من الطرق المماثلة، التي تربطها بقرى أخرى، فضلاً عن الطريق العام بين بئر السبع وغزة، إلى الجنوب الغربي، فقد كانت الجمامة تعتبر مدخلاً إلى فلسطين الجنوبية. وعند نهاية الحرب العالمية الأولى، في 8 نوفمبر 1917، تغلب البريطانيون على قوة عثمانية في الجمامة، وهذا ما أدى إلى احتلال البريطانيين للقرية.
واستناداً إلى معلومات حصل مركز الجليل للأبحاث الاجتماعية في الناصرة عليها من عشيرة عرب العطاونة البدوية، التي استوطنت القرية قبل سنة 1948، فقد كانت الجمامة تشتمل على نحو 120 من الأبنية المسماة ((البايكات)) (مفردها بايكة)؛ وهذه كانت مبنية بالحجارة والطين، ومسقوفة بالطين والخشب، وتقع في خربة الجمامة وفي المنطقة المجاورة. أما الأبنية التي كانت قائمة في الموقع، فكانت متقاربة بعضها من بعض، ويفصل بعض الدكاكين بينها في الوسط. وكان الكثير من هذه الأبنية ((البايكات)) يستخدم منازل لسكان القرية. أما ما كانت منها في حال متردية، فكان يستعمل مخازن للحبوب وزرائب للحيوانات. وإذا كان عدد الأبنية ((البايكات)) هو فعلاً 120، فهذا يعني أحد أمرين: إما أن العدد 1 المذكور إلى جانب عدد المنازل في سنة 1931 عدد متدن جداً، وإما السكنى في القرية جرت بسرعة بعد إحصاء تلك السنة.
كان اقتصاد الجمامة زراعياً، ويعتمد في الغالب على القمح والشعير والخضروات. وكان سكانها يعنون أيضاً بتربية الحيوانات، مستفيدين من المراعي الكثيرة في الجوار. وكانت الآبار القريبة من الموقع تلبي حاجة حيواناتهم من المياه، وتستخدم أيضاً لري بعض بساتين الخضروات الصغيرة. وقد أنشئت مدرسة ابتدائية في الجمامة في سنة 1944. وكان في القرية موقع أثري فيه صهاريج للمياه، ومعصرة للزيتون، وأرضيات من الفسيفساء، وقبور، وتاج عمود من الحجر، وبعض قطع الأعمدة. كما عثر في جوار موقع القرية على عدد من الأدوات الحجرية، التي يعود تاريخها إلى العصر الحجري القديم الأوسط.

## القرية اليوم
لم يبق منها سوى بعض الحيطان على سفوح التلال، تحيط به شجيرات العوسج والأشواك. وينمو في الموقع نبات الصبّار وأشجار الصمغ. ويستخدم الموقع مرعى للمواشي، وفيه أيضاً زريبة للبقر (أنظر الصورة). أما الأراضي المجاورة فتستخدم للزراعة. ولا يزال البدو يضربون خيامهم، بين الحين والآخر، قرب الموقع للاستفادة من المراعي المجاورة.

## المغتصبات الصهيونية على اراضي القرية
أنشئت مستعمرة روحاما [الإنجليزية] الزراعية على أراضي القرية، في سنة 1944.

## وصلات خارجية
- الجمامة ترحب بكم